# Aventicum
Aventicum was een Romeinse stad die door keizer Augustus werd gebouwd op de plek waar zich ooit de hoofdplaats van de Gallische stam der Helvetii bevond. Onder keizer Vespasianus, wiens vader in deze stad had gewoond, kreeg de stad de rang van colonia. Aventicum telde tijdens zijn bloeiperiode, de 2e eeuw, circa 20.000 inwoners, maar werd in 259 door de Alemannen verwoest.
Het huidige stadje Avenches bevindt zich op de resten van Aventicum. Het Romeinse Aventicum was aanzienlijk groter dan het huidige Avenches, dat enkel samenvalt met het vroegere capitool. Het was omgeven door een vestingmuur van 6 km, tot 7 m hoog en voorzien van verdedigingstorens. De sporen van het Romeinse verleden zijn nog zichtbaar in Avenches: men kan er een goedbewaard amfitheater uit de 1e eeuw bezoeken, dat een capaciteit van ongeveer 16.000 toeschouwers had, alsook de resten van een theater en van een tempelcomplex. In een middeleeuwse toren boven de ingang van het amfitheater is een museum ondergebracht, dat een levendige voorstelling biedt van de Romeinse beschaving in Zwitserland.

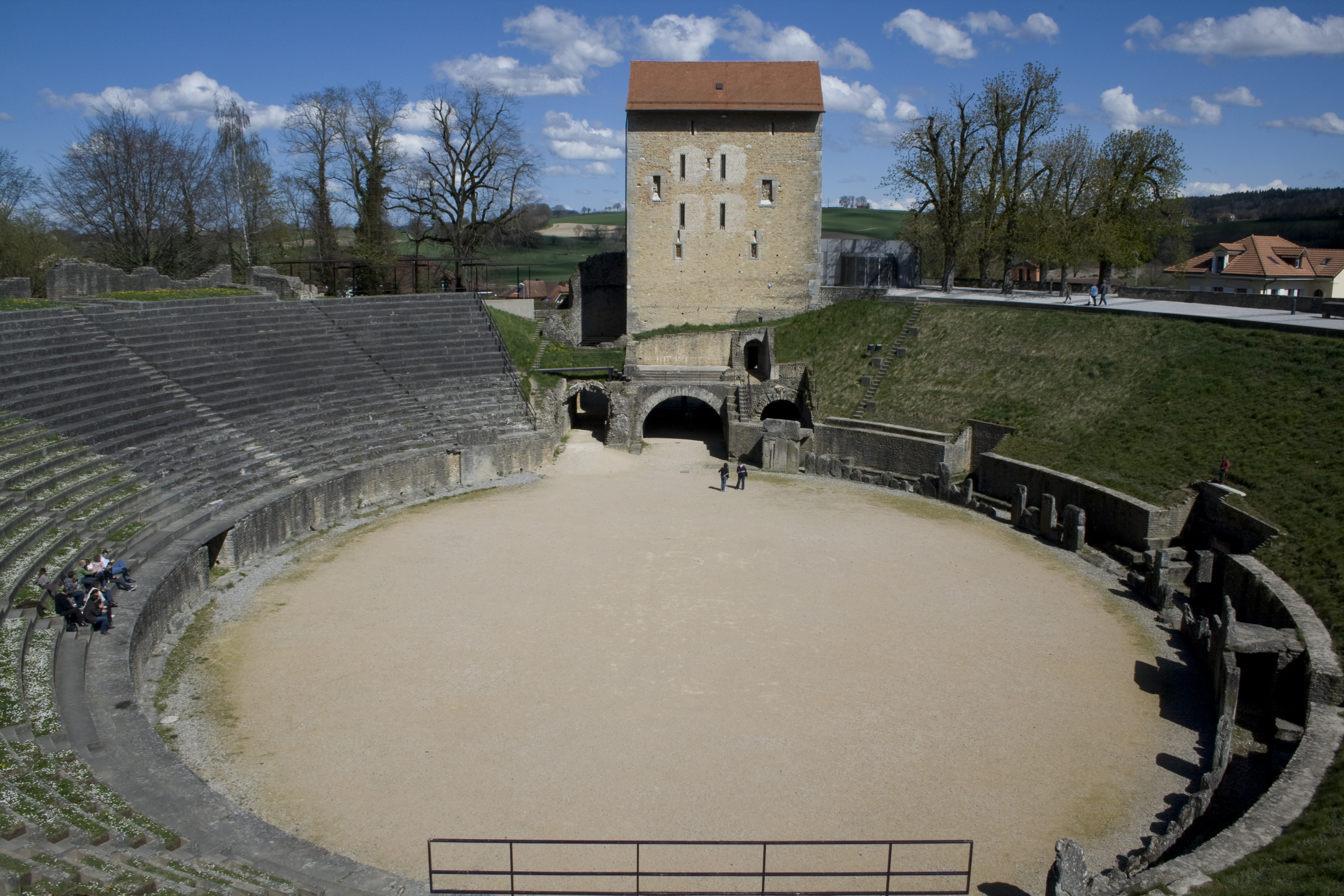
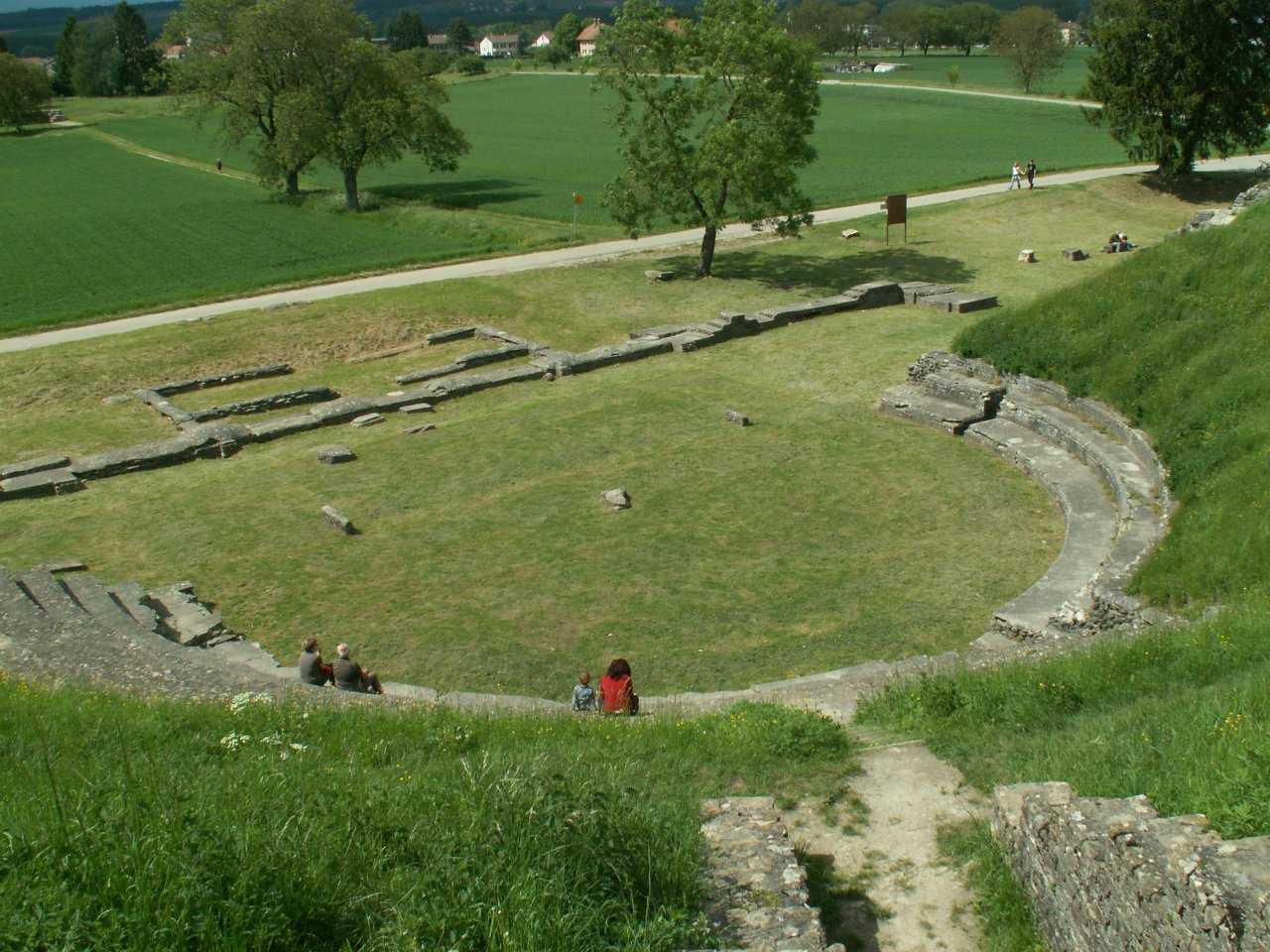
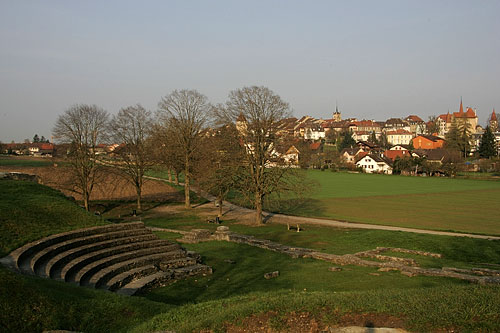
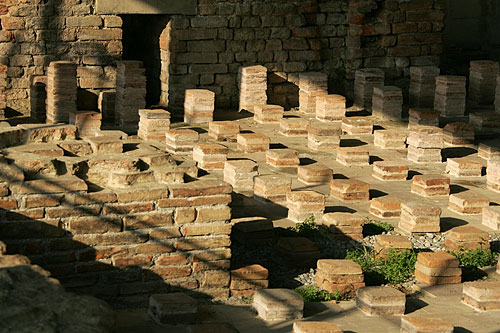
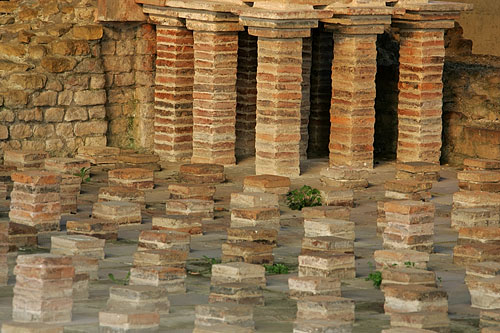
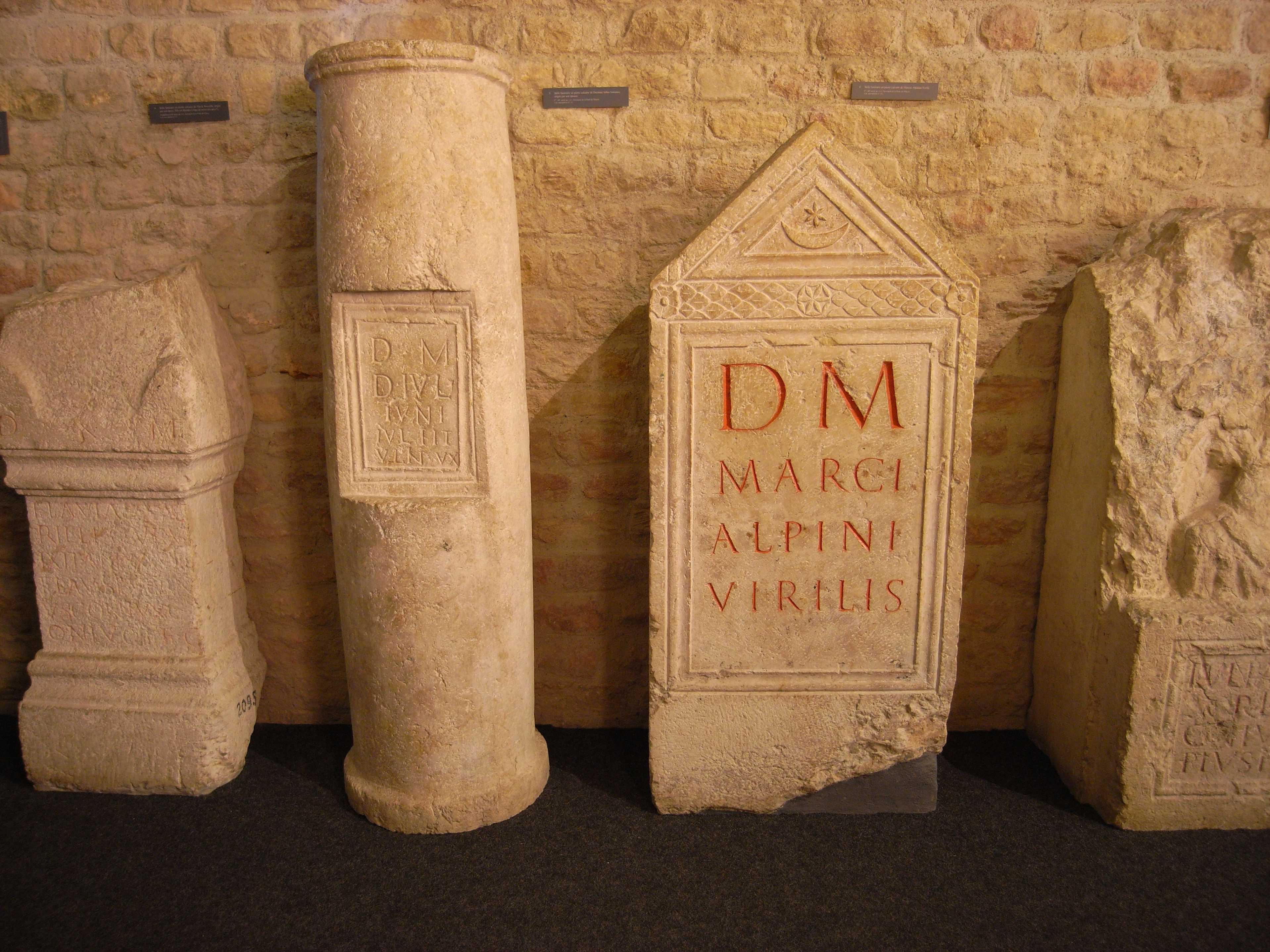